# 卜部喜太郎

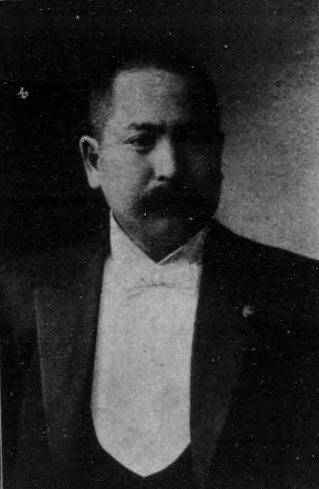
卜部喜太郎

卜部 喜太郎（うらべ きたろう、1868年11月25日〈明治元年10月12日〉 - 1942年〈昭和17年〉11月13日）は、日本の弁護士、政治家。衆議院議員（立憲国民党）。中央大学理事。東京弁護士会会長、東京弁護士会常議員会議長などを歴任。族籍は埼玉県平民。

## 生涯

### 生い立ち
1868年（明治元年）、埼玉県児玉郡沼和田村（現本庄市沼和田）に生まれた。卜部喜平の長男で、先代キンの養子である。幼くして怜悧であり、よく物の理義を悟った。児玉中学校を卒業した。18歳の時埼玉県師範学校に於いて小学校教員試験に応じて及第し、埼玉県小学校訓導に任ぜられ本庄小学校に在勤した。
1887年（明治20年）、家督を相続した。1888年（明治21年）上京し、英吉利（イギリス）法律学校英語法学科（現中央大学）に入学し、法学を研究した。1890年（明治23年）7月に優秀な成績で卒業した。学績優等のため賞典及び褒状を受けた。1890年（明治23年）9月に代言人試験に対策して合格した。

### 弁護人としての活動期
1893年（明治26年）3月より江木衷と共に東京法学院で発行する法学新報の編集嘱託を受けた。1895年（明治28年）11月以来奥田義人、江木衷等と共に同院で発行にかかる行政裁判所判決録編集に従事した。同志と江湖倶楽部を組織し江湖と称した。
弁護士の業務に従事した。喜太郎が担当した名高い事件として、「足尾鉱毒事件」、「シーメンス事件」がある。また、関東大震災後の混乱に生じた本庄事件の裁判において、主任弁護士を務めたのも喜太郎であった。

### 政治家としての活動
1908年（明治41年）5月、埼玉県郡部より推されて衆議院議員に挙げられた。又新会、国民党に所属した。しかし、身辺の事情により、代議士生活はこの一期にとどまった。

### その後の経歴
1920年（大正9年）、東京弁護士会常議員会議長、1921年（大正10年）、東京弁護士会会長に就任した。また法律取調委員に任命された。喜太郎は東京法曹界の代表的人物となった。

### 晩年
1934年（昭和9年）に軽い摂護炎に侵され、入院した喜太郎は、その後、病状が悪化し、8年後の1942年（昭和17年）、大宮日赤病院で75歳の生涯を閉じた。墓所は沼和田宝輪寺。

## 人物
人となりは豁達であり豪胆、そうして非常に智略に富んだ。民権自由を唱導して官憲の圧迫に屈しなかった。義に厚く情に深いために上下の信望があった。埼玉県在籍。住所は埼玉県児玉郡旭村、東京市神田区台所町。

## 家族・親族
卜部家
- 父・喜平（埼玉平民）[7][8]
- 妻・きち（1877年 - ?、埼玉、内田榮五郎の妹）[7]
- 養子
  - 貞（1886年 - ?、養子ひさの夫、父喜平の四男、埼玉県児玉郡旭村長）[7]
  - ひさ（1892年 - ?、養子貞の妻）[7]
  - 静（1909年 - ?、京都、龜定次郎の二女）[7]
- 孫[7]